# Cyathea × moralesiana
Cyathea × moralesiana là một loài dương xỉ trong họ Cyatheaceae. Loài này được A. Rojas mô tả khoa học đầu tiên năm 2007.